# Vega (Texas)
Vega település az Amerikai Egyesült Államok Texas államában, Oldham megyében, melynek megyeszékhelye is. Lakosainak száma 879 fő (2020. április 1.).

## Népesség
A település népességének változása:

| 2010 | 884 |
| 2020 | 879 |